# Валокордин
Валокордин (нем. Valocordin) — устаревшее лекарственное средство с успокоительным действием и отсутствием эффективности при лечении заболеваний.
У валокордина комбинированный состав, действие препарата обусловлено свойствами его компонентов, основное действующее вещество — фенобарбитал из группы барбитуратов.
Валокордин вызывает привыкание, его компоненты накапливаются в организме и оказывают кумулятивное действие, также приём валокордина может быть опасен при самостоятельном купировании пациентом симптомов серьёзного заболевания вместо своевременного обращения к врачу.
Аналогичный препарат — корвалол.

## Описание
В России валокордин является одним из популярных безрецептурных аптечных препаратов. Ежегодно российские аптеки продают примерно 9 млн упаковок (пузырьков) валокордина, объём которых от 15 до 50 мл. Он популярен преимущественно среди пожилых людей.
Валокордин содержит признаваемый в некоторых странах наркотиком фенобарбитал, из-за чего ввоз валокордина в зарубежные страны может быть противозаконным, в частности, он запрещён к ввозу в страны Европы. Во многих странах снят с производства из-за того, что может вызывать агранулоцитоз.
Состав на 1 мл препарата:
- Фенобарбитал — 18,40 мг
- Этилбромизовалерианат — 18,40 мг
- Масло мяты перечной — 1,29 мг
- Масло шишек хмеля — 0,18 мг
- Этанол 96 % — 469,75 мг
- Вода очищенная — 411,97 мг

Миндзрав РФ относит валокордин к группе АТХ «Другие снотворные и седативные средства» с кодом N05CM.

## История
Валокордин разработан в Германии в 1934 году. Во время II мировой войны его выпуск был прекращён, возобновлён в ГДР в 1950-е годы.
В СССР в 1960 году Киевский фармацевтический завод им. Ломоносова (ныне ОАО «Фармак») начал выпускать отечественный аналог валокордина — корвалол, отличающийся от оригинала отсутствием масла шишек хмеля.
В настоящее время немецкое предприятие Кревель Мойзельбах ГмбХ (нем. Krewel Meuselbach GmbH) производит валокордин исключительно на экспорт в страны бывшего СССР и другие бывшие страны социалистической ориентации, в самой Германии препарат более не применяется.
В 2007 году Формулярный комитет Российской академии медицинских наук признал валокордин устаревшим препаратом, не имеющим доказательств его эффективности (в заявленных производителем применениях).
Из-за того, что валокордин содержит фенобарбитал, Федеральная служба по контролю за оборотом наркотиков в 2008 году предлагала запретить его свободную продажу и отпускать только по рецепту, как и другие наркотические вещества. Когда распространились слухи о переводе валокордина и корвалола в рецептурные препараты, возник ажиотажный спрос. В результате общественного возмущения правительством было принято решение оставить его безрецептурным.
В 2016 году в российских СМИ была опубликована информация о будущем переводе валокордина в рецептурные препараты из-за содержания в нём этилового спирта. В результате общественного резонанса правительство объявило, что валокордин останется безрецептурным.

## Фармакологические свойства
Действие валокордина обусловлено свойствами его компонентов.
- Основное действующее вещество — фенобарбитал из группы барбитуратов способствует устранению нервного напряжения и обеспечивает снотворный эффект[7].
- Этилбромизовалерианат снижает состояния паники, тревоги и страха, устраняет эмоциональную лабильность[7].
- Масло мяты перечной усиливает эффект фенобарбитала и этилбромизовалерианата, оказывает лёгкое спазмолитическое и обезболивающее действия[7].

## Эффективность и безопасность
Для валокордина нет научных исследований, которые подтверждают его эффективность при лечении каких-либо заболеваний. Однако препарат может способствовать снятию такого симптома, как тахикардия, может эпизодически применяться при остром стрессе.
Как и прочие содержащие наркотики препараты, валокордин вызывает привыкание — при продолжительном приёме для достижения прежнего эффекта пациенту требуется постепенное увеличение его дозы.
Пациенты со стенокардией испытывают страх смерти из-за боли в груди и принимают валокордин и другие безрецептурные препараты вместо обращения к врачу, что смертельно опасно для них из-за угрозы инфаркта миокарда.

## Применение
Валокордин применяют при тревожных состояниях и постоянном стрессе.
В российской практике валокордин также назначают при мнимых диагнозах, в частности, при соматоформной вегетативной дисфункции, в общем случае — для снижения тревожности при ипохондрии.
В России, из-за свободного отпуска валокордина в аптеках (без рецепта) люди с сердечной недостаточностью занимаются самолечением и ухудшают своё состояние.

### Побочные действия
Из-за наличия в его составе фенобарбитала валокордин вызывает привыкание (наркотическую зависимость), при отказе от приёма препарата после длительного периода его приёма возникает синдром отмены.
Фенобарбитал и этилбромизовалерианат накапливаются в организме и оказывают токсическое действие. В результате отравления бромом могут развиться заболевания органов дыхания, аллергия, нарушения в половой сфере, хронические боли и другие патологические состояния.

## Документы
- Регистрационное удостоверение П N012893/01 : Валокордин® // Государственный реестр лекарственных средств. — Минздрав РФ, 2010. — 11 января. (Дата переоформления 11.11.2019.)
- Давыдова, Ю. Э. Инструкция по медицинскому применению лекарственного препарата Валокордин® : (Valocordin) : П N012893/01-110110 / Российское представительство «Кревель Мойзельбах ГмбХ». — Министерство здравоохранения Российской Федерации, 2010. — 11 января. — 3 с.